# Partit Democràtic Socialista de Grècia
Partit Democràtic Socialista de Grècia (grec Δημοκρατικό Σοσιαλιστικό Κόμμα Ελλάδος, Demokratiko Sosialistiko Komma Ellados, DSKE) fou un partit polític grec fundat el 1935 per Georgios Papandreu. Va sorgir com una escissió del Partit Liberal, i després de les eleccions legislatives gregues de 1952 es va transformar en la Unió de Centre Nacional Progressista.